# Chatki (obwód mohylewski)
Chatki (biał. Хаткі; ros. Хатки) – wieś na Białorusi, w obwodzie mohylewskim, w rejonie mohylewskim, w sielsowiecie Paszkawa.